# Chicago Marathon 1986
De Chicago Marathon 1986 werd gelopen op zondag 26 oktober 1986. Het was de tiende editie van deze marathon.
De Japanner Toshihiko Seko kwam als eerste over de streep in 2:08.27. De Noorse Ingrid Kristiansen won bij de vrouwen in 2:27.08.

## Uitslagen

### Mannen
| rang   | naam             | land | tijd    |
| ------ | ---------------- | ---- | ------- |
| Goud   | Toshihiko Seko   | JPN  | 2:08.27 |
| Zilver | Ahmed Salah      | DJI  | 2:09.57 |
| Brons  | Charles Spedding | ENG  | 2:10.13 |
| 4      | Mike Musyoki     | KEN  | 2:10.30 |
| 5      | Herbert Steffny  | GER  | 2:11.17 |
| 6      | John Burra       | TAN  | 2:13.36 |
| 7      | Paul Williams    | CAN  | 2:13.59 |
| 8      | Jürgen Dächert   | GER  | 2:14.27 |
| 9      | Jose Gomez       | MEX  | 2:14.58 |
| 10     | Rodolfo Gomez    | MEX  | 2:15.02 |

### Vrouwen
| rang   | naam               | land | tijd         |
| ------ | ------------------ | ---- | ------------ |
| Goud   | Ingrid Kristiansen | NOR  | 2:27.08      |
| Zilver | Maria Rebelo       | FRA  | 2:29.51      |
| Brons  | Priscilla Welch    | ENG  | 2:31.14      |
| 4      | Deborah Raunig     | USA  | 2:31.28      |
| 5      | Maureen Roben      | USA  | 2:34.41      |
| 6      | Gail Kingma        | USA  | 2:35.43      |
| 7      | Tuija Toivonen     | FIN  | 2:36.48      |
| 8      | Carina Leutner     | AUT  | 2:37.09 (NR) |
| 9      | Dorthy Goertzen    | CAN  | 2:40.34      |
| 10     | Solweig Haryson    | SWE  | 2:43.24      |

1977 ·
1978 ·
1979 ·
1980 ·
1981 ·
1982 ·
1983 ·
1984 ·
1985 ·
1986 ·
1987 ·
1988 ·
1989 ·
1990 ·
1991 ·
1992 ·
1993 ·
1994 ·
1995 ·
1996 ·
1997 ·
1998 ·
1999 ·
2000 ·
2001 ·
2002 ·
2003 ·
2004 ·
2005 ·
2006 ·
2007 ·
2008 ·
2009 ·
2010 ·
2011 ·
2012 ·
2013 · 
2014 · 
2015 · 
2016 · 
2017 · 
2018 · 
2019 · 
2021 · 
2022 · 
2023